# Рафаил (Морган)
Рафаэ́ль (Рафаи́л) Мо́рган (англ. Raphael Morgan, при рождении Роберт Джозиас Морган, англ. Robert Josias Morgan; 1866, Чапелтон, Мидлсекс — 29 июля 1922, Филадельфия, Пенсильвания) — американец ямайского происхождения, который считается первым чернокожим православным священником в Соединённых Штатах.
В молодости он путешествовал по Карибскому морю и по США, где стал священником в Африканской методистской епископальной церкви, первой независимой чёрной деноминации в США. Затем он отправился в Англию, где присоединился к Англиканской церкви и начал изучать религию. Он вернулся в США, где в 1895 году был рукоположен в сан диакона Епископальной церкви. Он продолжил учебу и работал в нескольких приходах в США.
После активной деятельности в других конфессиях, включая, Морган перешёл в православие. Он был рукоположен в сан православного священника, став клириком Константинопольской православной церкви. Он был назначен миссионером (буквально «священноапостолом» — греч. Ιεραποστολος) в Америку и Вест-Индию. Он утверждал, что основал «Орден Голгофы», хотя Православная Церковь не была организована в ордена.
Морган так и не овладел греческим языком в достаточной степени, совершая богослужения в основном на английском языке. С тех пор как его жизнь была заново открыта в конце XX века, он был предметом изучения. Но большая часть его жизни не очень хорошо документирована и остаётся загадкой. Согласно его краткой биографии 1915 года, Морган проживал по всему миру, включая: «Палестину, Сирию, Иоппию, Грецию, Кипр, Митилину, Хиос, Сицилию, Крит, Египет, Россию, Османскую Турцию, Австрию, Германию, Англию, Францию, Скандинавию, Бельгию, Голландию, Италию, Швейцарию, Бермуды и Соединённые Штаты».

## Биография
Роберт Джозиас Морган родился в Чапелтоне, Кларендон Пэриш, Ямайка, в конце 1860-х или в начале 1870-х годов в семье Роберта Джозиаса Моргана и Мэри Энн Морган (урождённой Джонсон). Он родился через шесть месяцев после смерти отца и был назван в его честь. Он был воспитан в англиканской традиции и получил начальное образование в местных школах.
В подростковом возрасте Морган побывал в городе Колон, Панама, затем в Британском Гондурасе, вернулся на Ямайку, а затем в США. Там он стал священником в Африканской методистской епископальной церкви (AME), первой независимой чёрной деноминации в Соединенных Штатах. Он отправился в Германию в качестве миссионера.
Морган отправился в Англию, где присоединился к государственной Церкви Англии. Он был отправлен в колонию Сьерра-Леоне, чтобы служить в начальной школе церковно-миссионерского общества во Фритауне. Данная колония была основана в конце XVIII века как место для переселения «чёрных бедняков Лондона» (многие из них были чёрными лоялистами британских колоний, афроамериканскими рабами, освобождёнными англичанами во время американской революционной войны). К ним впоследствии присоединились чернокожие лоялисты, добровольно переселившиеся во Фритаун после того, как их впервые перевезли в Новую Шотландию, а также ямайские мароны и африканцы, освобождённые с рабовладельческих судов британским флотом в годы после отмены атлантической работорговли. Там Морган занялся изучением греческого языка, латыни и предметов более высокого уровня. Морган также работал на оплачиваемой должности второго учителя в государственной школе во Фритауне. Он посещал курсы в церковном миссионерском общества Колледжа Фура-Бей во Фритауне.
Затем Сэмюэль Дэвид Фергюсон, епископальный епископ Либерии, страны, прилегающей к Сьерра-Леоне, назначает Моргана учителем-миссионером и чтецом-мирянином. Позднее, во время поездки на Ямайку в 1901 году, Морган сказал, что он пять лет прослужил в Западной Африке, причём три года из этого времени провёл в миссионерской работе. Либерия была создана как колония для переселения свободных чернокожих из Соединённых Штатов и поддерживалась американским колонизационным обществом ещё до Гражданской войны в Америке.
После того, как Морган вернулся в Англию для частного изучения, он отправился в Соединенные Штаты, чтобы работать в качестве непрофессионального читателя в афроамериканском сообществе. Он был принят в качестве послушника и кандидата на должность диакона в Епископальной церкви США. Во время канонического периода ожидания перед рукоположением Морган снова вернулся в Англию. Говорили, что он учился в теологическом Колледже святого Айдана в Беркенхеде, а закончил своё обучение в Королевском колледже при Лондонском университете, хотя в колледжах нет записей о том, что он там учился.
После возвращения Моргана в США он был рукоположен в сан диакона 20 июня 1895 года Лейтоном Коулманом, епископом Епископальной епархии Делавэра и известным противником расизма. Морган был назначен почётным хранителем церкви Святого Мэтьюза в Уилмингтоне, штат Делавэр, и служил там с 1896 по 1897 год. Он также преподавал в государственных школах штата Делавэр. С 1897 года он служил в Епископальной церкви в Чарльстоне, штат Западная Вирджиния.
В 1898 году Морган был переведён в миссионерскую юрисдикцию Эшвилла, штат Северная Каролина (ныне епархия Западной Северной Каролины). К 1899 году он числился помощником священника в часовне Святого Стефана в Моргантоне, штат Северная Каролина, и церкви Святого Киприана в Линкольнтоне, штат Северная Каролина.
В 1901—1902 годах Морган посетил свою родину, Ямайку. В октябре 1901 года он выступил перед ямайским церковным миссионерским Союзом с речью о Западной Африке и миссионерской работе. Он также прочитал лекцию в городе Порт-Мария в октябре 1902 года, озаглавленную «Африка — её народ, племена, идолопоклонство, обычаи» («Africa — Its People, Tribes, Idolatry, Customs»).
Между 1900 и 1906 годами Морган объехал большую часть восточного побережья США. С 1902 по 1905 год он служил в Ричмонде, штат Вирджиния, в 1905 году в Нэшвилле, штат Теннесси, а к 1906 году в Филадельфии, штат Пенсильвания. Его адрес находился в ведении Церкви распятия.
В какой-то момент в этот период Морган присоединился к независимой Американской католической церкви (ACC), отколовшейся от Епископальной церкви. Данная юрисдикция была основана Джозефом Рене Вилатте, бывшим римокатоликом. Морган упоминается в списках Епископальной церкви США ещё в 1908 году, когда он был отстранен от служения в результате обвинений в оставлении своего поста.

## Православие

### Поездка в Россию
На рубеже XX века Морган начал сомневаться в своей вере, и он начал интенсивное изучение англиканства, католицизма и православия в течение трехлетнего периода. Он искал то, что называл истинной религией. Он пришел к выводу, что именно Православная Церковь является «столпом и утверждением истины», вышел из состава Епископальной церкви и с 1904 года отправился в обширную зарубежную поездку в Российскую Империю.
Оказавшись там, Морган посетил различные монастыри и церкви, в том числе в Одессе, Санкт-Петербурге, Москве и Киеве. Как чернокожий американец, он привлекал к себе внимание. Различные периодические издания начали публиковать фотографии и статьи о нём, и вскоре Морган стал особым гостем царя. Ему было позволено присутствовать на юбилейных торжествах по случаю коронации Николая II, а также на заупокойной службе по императору Александра III.
Покинув Россию, Морган путешествовал по Османской империи, Кипру и Святой Земле. После возвращения в США он опубликовал открытое письмо в Русско-американском православном вестнике в 1904 году о своих впечатлениях в России. Он выразил надежду, что Епископальная церковь сможет объединиться с Православными Церквами. Морган продолжал свои духовные поиски.

### Учеба и поездка в Константинопольскую Патриархию
Ещё три года Морган учился у греческих священников в США, готовясь ко крещению, и в конце концов решил подать прошение на православное рукоположение.
В январе 1906 года упоминается как «помогающий» (assisting) за Рождественской литургией. В 1907 году греческая община в Филадельфии направила Моргана Константинопольскому Патриарху в Стамбул вместе с двумя письмами поддержки. Греческий священник Димитрий Петридис, служивший в Филадельфийской общине, описал Моргана как человека, искренне принявшего православие после долгих и усердных занятий, и рекомендовал крестить его и рукоположить в священника. Второе письмо было от Церковного комитета Филадельфийской Греческой Православной Церкви, в котором говорилось, что Морган может служить помощником священника, если ему не удастся создать отдельный Православный приход среди чернокожих американцев.
В Константинополе Морган беседовал с митрополитом Пелагонийским Иоакимом (Форопулосом), одним из немногих епископов тогдашнего Константинопольского Патриархата, который мог говорить по-английски. Митрополит Иоаким осмотрел Моргана, отметив, что он обладает «глубоким знанием учения Православной Церкви» и что у него также есть свидетельство от президента Методистской общины, должным образом заверенное нотариусом, в котором говорится, что он является человеком «высокого призвания и религиозной жизни».

### Крещение и рукоположение
2 августа 1907 года Священный Синод Константинопольской православной церкви утвердил, что крещение состоится в следующее воскресенье в храме Живоносного Источника при монастыре Пресвятой Богородицы «Живоносный источник» Валукли, в Стамбуле. Митрополит Пелагонийский Иоаким (Форопулос) должен был совершить таинство причастия, а спонсором его должен был стать епископ Феодоропольский Леонтий (Ливериос), настоятель монастыря в Валукли. В воскресенье 4 августа 1907 года Роберт Морган был крещён с наречением имени Рафаил в присутствии 3000 человек. 12 августа 1907 года митрополит Иоаким рукоположил его в сан диакона. Наконец, в праздник Успения Пресвятой Богородицы, 15 августа 1907 года, Рафаила Моргана рукополагают в сан священника. Согласно униатскому периодическому изданию L'Echo d' Orient того времени, которое саркастически описывало крещение Моргана как тройное погружение, митрополит проводил Таинства Крещения и рукоположения на английском языке, после чего Рафаил Морган пел Божественную литургию на английском языке. Приняв диаконскую и священническую хиротонии в греческой православной церкви, он стал первым афроамериканским православным священником.
Священника Рафаила Моргана отправили обратно в США с облачением, крестом и 20 фунтами стерлингов на дорожные расходы. Ему было позволено принимать исповеди, но отказано в Святом Миропомазании и антиминсе, по-видимому, чтобы направить на миссионерское служение к Филадельфийской церкви. В протоколе Священного Синода от 2 октября 1907 года было ясно сказано, что Рафаил должен был находиться под юрисдикцией Петридиса в Филадельфии. После того как он основательно обучился литургике и смог создать отдельный Православный приход, он смог обрести независимость.

### Возвращение в США
Записанный как Рафаэль Морган на острове Эллис, он высадился в Нью-Йорке в декабре 1907 года. После этого он крестил свою жену и детей в православие.
Последнее упоминание о Рафаиле Моргане в Патриарших записях находится в протоколе Священного Синода от 4 ноября 1908 года, где цитируется письмо от него, рекомендующее англиканского священника из Филадельфии, названного A.C.V. Cartier как кандидате на присоединении к православной церкви и рукоположении в священный сан. Картье был настоятелем африканской Епископальной церкви Святого Фомы в Филадельфии с 1906 по 1912 год. Церковь служила афроамериканской элите Филадельфии и была одной из самых престижных конгрегаций в афроамериканском христианстве. Она была начата в 1794 году Авессаломом Джонсом, который был одним из первых лидеров свободного Африканского Союза вместе с Ричардом Алленом. Это предшествовало основанию Алленом Африканской методистской епископальной церкви.
В 1909 году его жена Шарлотта Морган подала на развод, обвиняя мужа в физическом и словесном насилии, неверности и неспособности содержать своих детей, причем обвинения в жестоком обращении и пренебрежении были подтверждены свидетелем. Оба дали наглядные показания суду. Во время дачи показаний Рафаил Морган отрицал какие-либо проступки и обвинял свою жену в жестоком обращении с ним, но на бракоразводном процессе не появился. Развод был разрешён судом в 1910 году. Рафаил Морган сохранил опеку над своей 13-летней дочерью Робертой Виолой Морган. Их 9-летний сын Сайрил Игнатиус жил со своей матерью в графстве Делавэр, где она вторично вышла замуж.
В 1911 году Морган отплыл на Кипр, предположительно для пострижения в монашество. Впрочем, священник Оливер Хербел из ПЦА предположил, что в 1911 году Рафаил Морган был пострижен в Афинах.
Возможно, в это время он утверждал, что основал то, что он назвал Орденом Голгофского креста. Архивы Элладской православной церкви не содержат никакой информации о Моргане.

### Лекционная поездка по Ямайке
Согласно статье, опубликованной в апреле 1913 года в Jamaica Times, О. Штаб-квартира Рафаэля находилась в Филадельфии, где он хотел построить часовню для своих миссионерских усилий. В нем сообщалось, что он недавно посетил Европу для сбора средств на эти цели и намеревался распространить свою деятельность на Вест-Индию.
Ближе к концу 1913 года Рафаил Морган посетил свою Ямайку, пробыв там несколько месяцев. Там он встретил группу сирийцев, которые жаловались на отсутствие православных церквей на острове. Рафаил Морган сделал всё возможное, чтобы связаться с сирийско-американской епархией Русской Церкви, написав письмо епископу Бруклинскому Рафаилу (Хававини). Учитывая, что большинство потомков сирийцев на Ямайке в настоящее время причащаются в епископальной Церкви, даже если Русская Православная Церковь учредила здесь миссию, это, по-видимому, не принесло никакой пользы. В декабре в порт пришёл русский военный корабль, и он вместе с моряками, их капелланом и сирийцами совершил Божественную литургию.
Морган в основном проводил цикл лекций, которые он проводил по всей Ямайке. Учитывая отсутствие Православных Церквей, Рафаил Моган выступал со своими проповедями в церквях других конфессий. Он говорил о своих путешествиях, о Святой Земле и святом Православии. В какой-то момент он вернулся в Чапелтон, где сказал присутствующим относительно изменения своего имени: «Я всегда буду Робертом для вас».
Согласно Daily Gleaner от 2 ноября 1914 года, О. Рафаэль только что отплыл в Америку, чтобы начать миссионерскую работу.

### Последние годы
В 1916 году Рафаил Морган всё ещё находился в Филадельфии, сделав Филадельфийский греческий приход своей базой для своей деятельности. Последняя документация, касающаяся Рафаила Моргана, относится к письму в «Дейли Глинер» от 4 октября 1916 года. Представляя группу из примерно дюжины американцев ямайского происхождения, он написал письмо в знак протеста против лекций чернокожего националиста Маркуса Гарви. Они чувствовали, что взгляды Гарви вредят репутации их родины и ее народа. Они возражали Гарви, говоря, что он предпочитает предрассудки американских белых предрассудкам английских белых. Гарви сказал, что это письмо-заговорщическая выдумка, призванная подорвать успех и благосклонность, которые он приобрел, находясь на Ямайке и в Соединенных Штатах.
Мало что известно о последних годах жизни Рафаила Моргана. В Греческой православной архиепископии Америки нет записей ни о Рафаиле Моргана, ни о Димитрии Петридисе. Записи в архивах этой Филадельфийской общины начинаются только в 1918 году.
Дочь Моргана сообщила в своём паспорте, что её отец умер между 1916 и 1924 годами. В 1970-х годах греко-американский историк Пол Манолис беседовал с оставшимися в живых членами греческой Благовещенской общины в Филадельфии, которые вспоминали чёрного священника, который был частью их общины. Престарелая женщина Грамматике Критикос Шервин сказала, что дочь Рафаила уехала учиться в Оксфордский университет. Кириакос Биниарис сказал, что Морган говорил на ломаном греческом и служил вместе с Петридисом, произнося текст литургии основном на английском. Джордж Лиакурас вспоминал, что после службы в Филадельфии в течение нескольких лет о. Рафаил уехал в Иерусалим, чтобы никогда не возвращаться.
Скончался 29 июля 1922 года в возрасте 56 лет в Филадельфии и похоронен на историческом Иденском кладбище, 1434 Springfield Road, Collingdale, Pennsylvania, 1902. Он был похоронен как нищий в безвестности. Его похороны организовал про-роялист Томас Дэниелс.

## Память и наследие
Во время 16-й ежегодной конференции по древнему христианству и афроамериканству в 2009 году Мэтью Намэ представил 23-минутную лекцию об открытом незадолго до этого Рафаэле Моргане. Намэ отмечал, что даже если миссионерские усилия Рафаэля потерпели неудачу за пределами его непосредственной семьи, он может быть косвенно ответственен за обращение тысяч людей, через контакт с епископальным священником Джорджем Александром Макгуайром (1866—1934), основателем неканонической Африканской православной Церкви в 1921 году.
Ученый Гэвин Уайт, писавший в 1970-х годах, сказал, что если Морган пытался организовать афроамериканскую греческую православную церковь в Филадельфии, то память к тому времени уже исчезла. Он добавил: «нет никаких сомнений, что Макгуайр знал о Моргане всё, и весьма вероятно, что он знал его лично. Вполне возможно, что именно Морган первым познакомил Макгира с Епископальной Церковью в Уилмингтоне; почти наверняка именно Морган познакомил Макгира с идеей Восточного епископства».
Матью Наме также пришёл к выводу, что Рафаил Морган вдохновил Макгира на создание «православной» церкви. В 1946 году африканская часть африканской Православной Церкви Макгуайра в Кении и Уганде была передана под каноническую юрисдикцию Александрийского Патриархата. Ортодоксальное христианство, очевидно, привлекало коренных жителей Восточной Африки, таких как кикуйю, потому что оно никогда не ассоциировалось с расизмом, колониализмом или религиозным империализмом.
Хотя работа Рафаила Моргана среди ямайцев в Филадельфии, по-видимому, не принесла зримых плодов, он, возможно, вдохновил интерес некоторых нынешних афроамериканцев к Православию.